# آندری میاگکوف
آندری میاگکوف (روسی: Андре́й Васи́льевич Мягко́в؛ زادهٔ ۸ ژوئیهٔ ۱۹۳۸ – درگذشته ۱۸ فوریه ۲۰۲۱) یک هنرپیشه اهل اتحاد جماهیر شوروی سوسیالیستی بود.
از فیلم‌ها یا برنامه‌های تلویزیونی که وی در آن نقش داشته‌است می‌توان به مادر، برادران کارامازوف، ماجراهای اداره اشاره کرد.
وی همچنین برنده جوایزی همچون جایزه دولتی اتحاد شوروی شده‌است.

## مرگ
میاگکوف در تاریخ ۱۸ فوریه سال ۲۰۲۱ حدود ساعت ۴:۳۰ صبح در خانه خود در خواب درگذشت.